# 鱼妇
鱼妇是中国传说的异兽，是蛇化成的鱼，记载于《山海經》大荒西经。出自半坡人文化信仰，鱼凫传为“鱼妇”，鲧为“鱼妇”。另说颛顼死变化鱼妇。

## 参看
- 中国妖怪列表